# Pioneer Village
| Pioneer Village Nebraska | Pioneer Village Nebraska                                  |
| ------------------------ | --------------------------------------------------------- |
| Eröffnung:               | 1953                                                      |
| Anschrift:               | Pioneer Village 138 East Highway 6 Minden, Nebraska 68959 |
| Website:                 | www.pioneervillage.org/                                   |

Pioneer Village ist ein Museum und eine Touristenattraktion am US Highway 6 in Minden (Nebraska). Das Museum wurde von Harold Warp, einem reichen Industriellen aus Minden, 1953 gegründet. Heute besteht es aus 28 Gebäuden mit rund 50.000 Ausstellungsstücken, die Sammlung reicht von Planwagen aus der Pionierzeit und historischen Kutschen bis hin zu Autos und Flugzeugen der 1960er Jahre.
Das Pioneer Village unterhält ein Motel mit Restaurant und einen Campingplatz.

## Bilder aus dem Pioneer Village

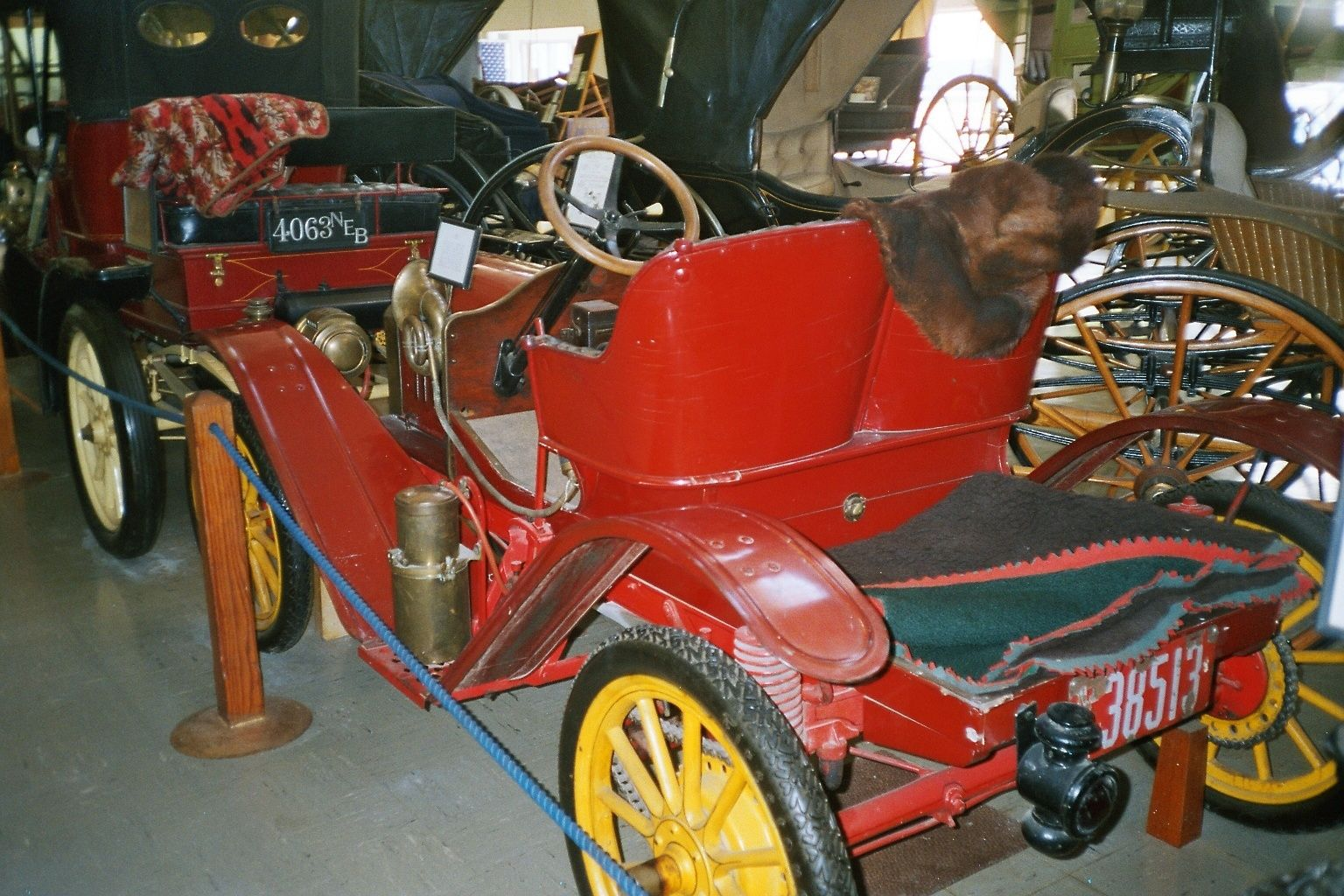
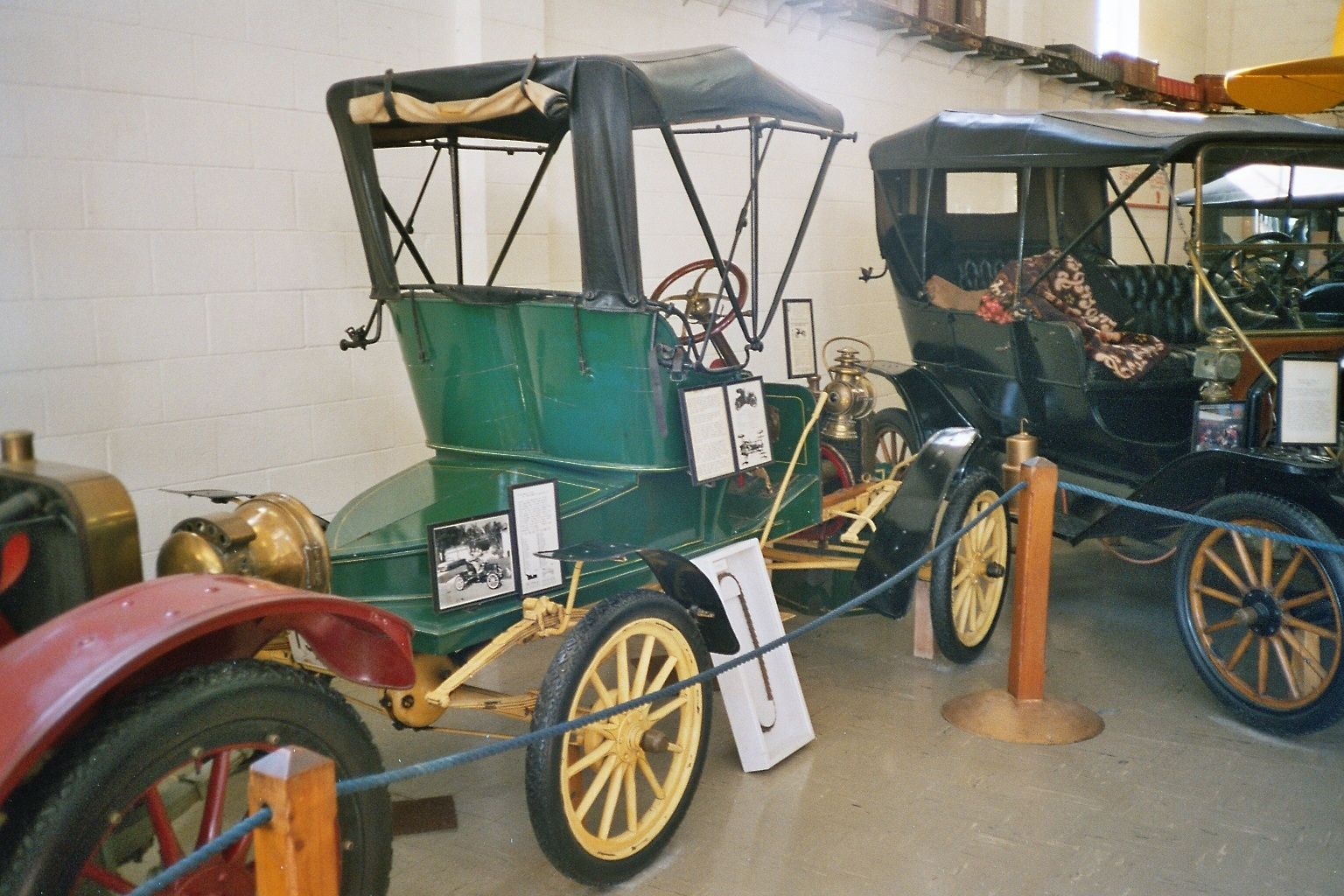
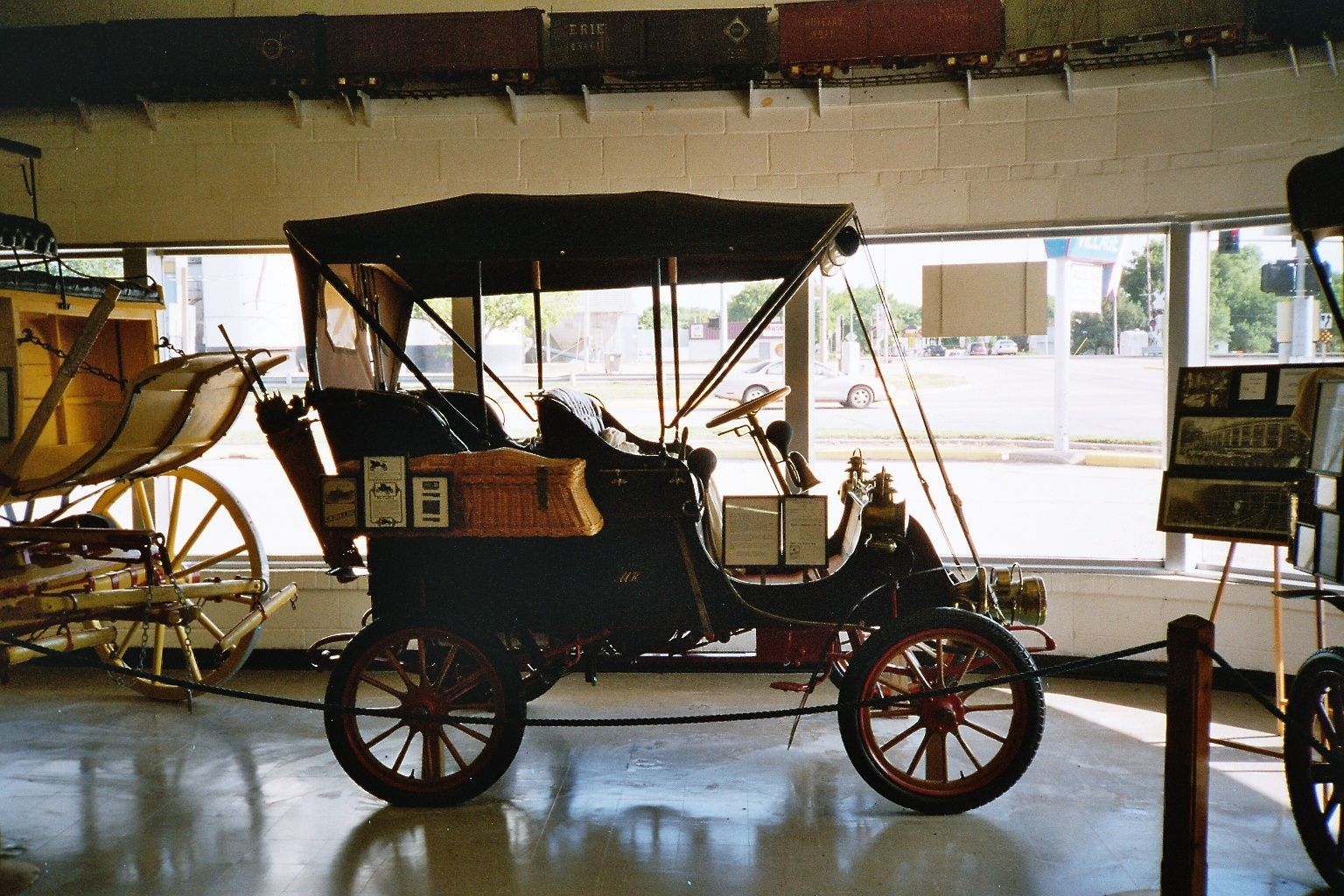
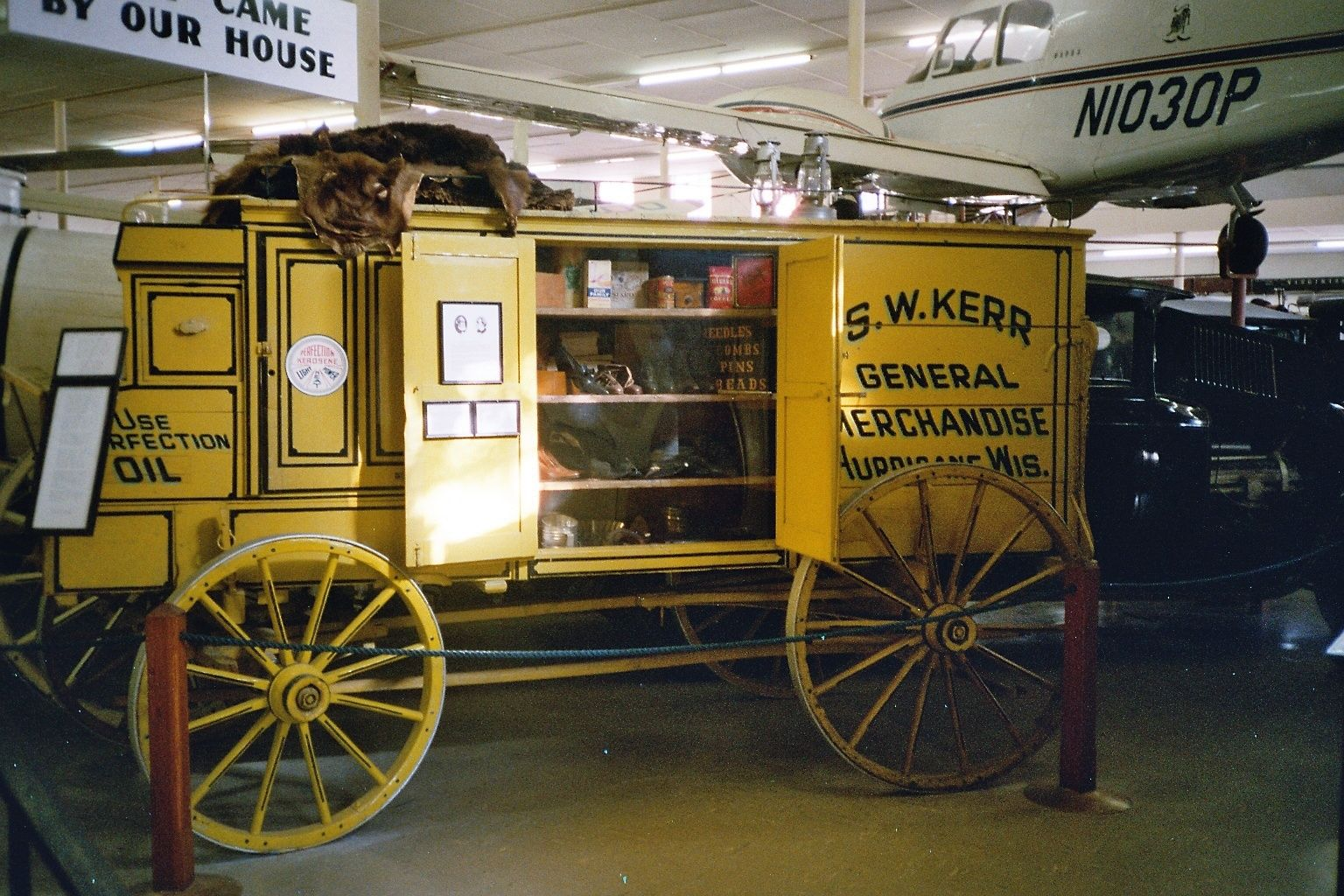
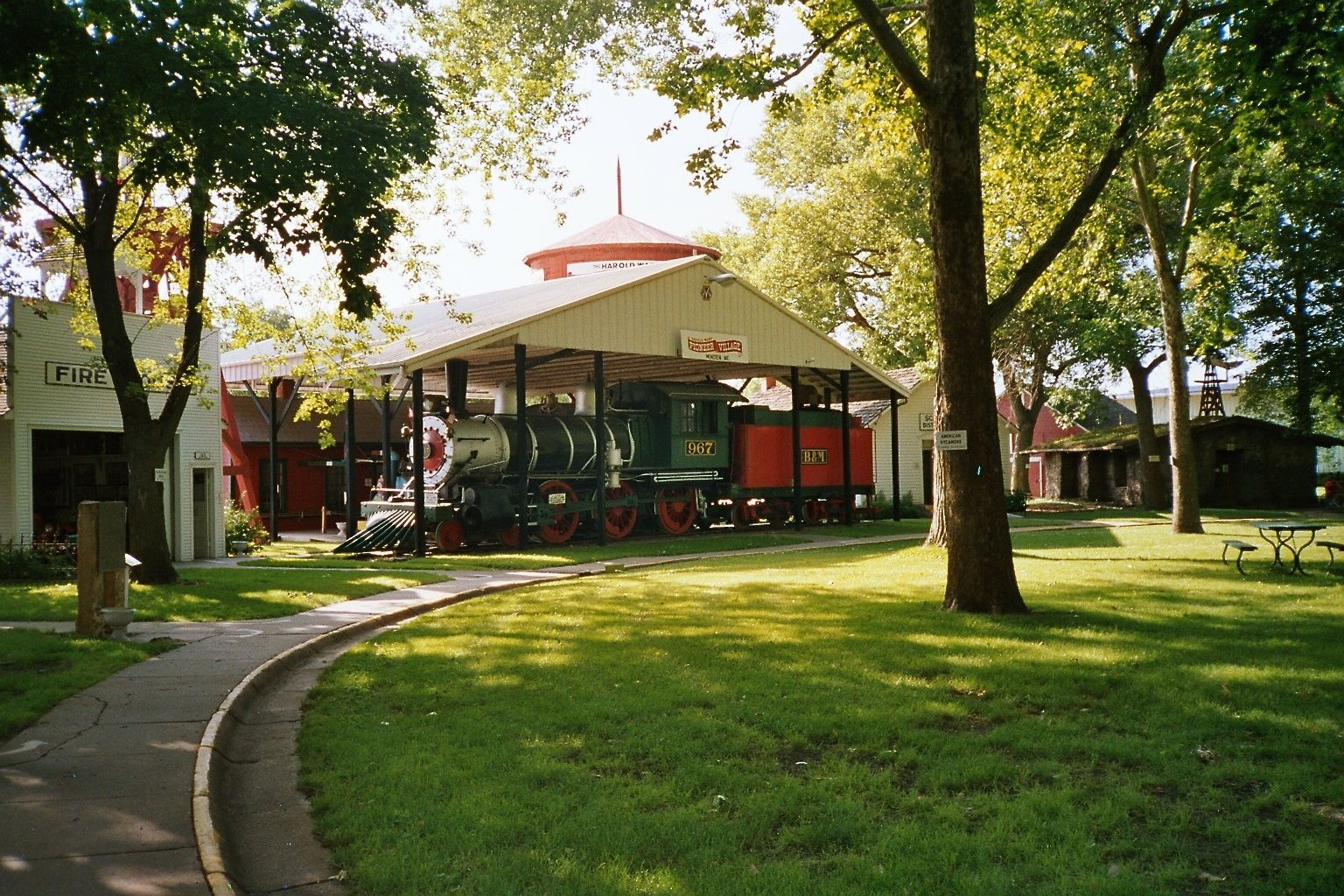
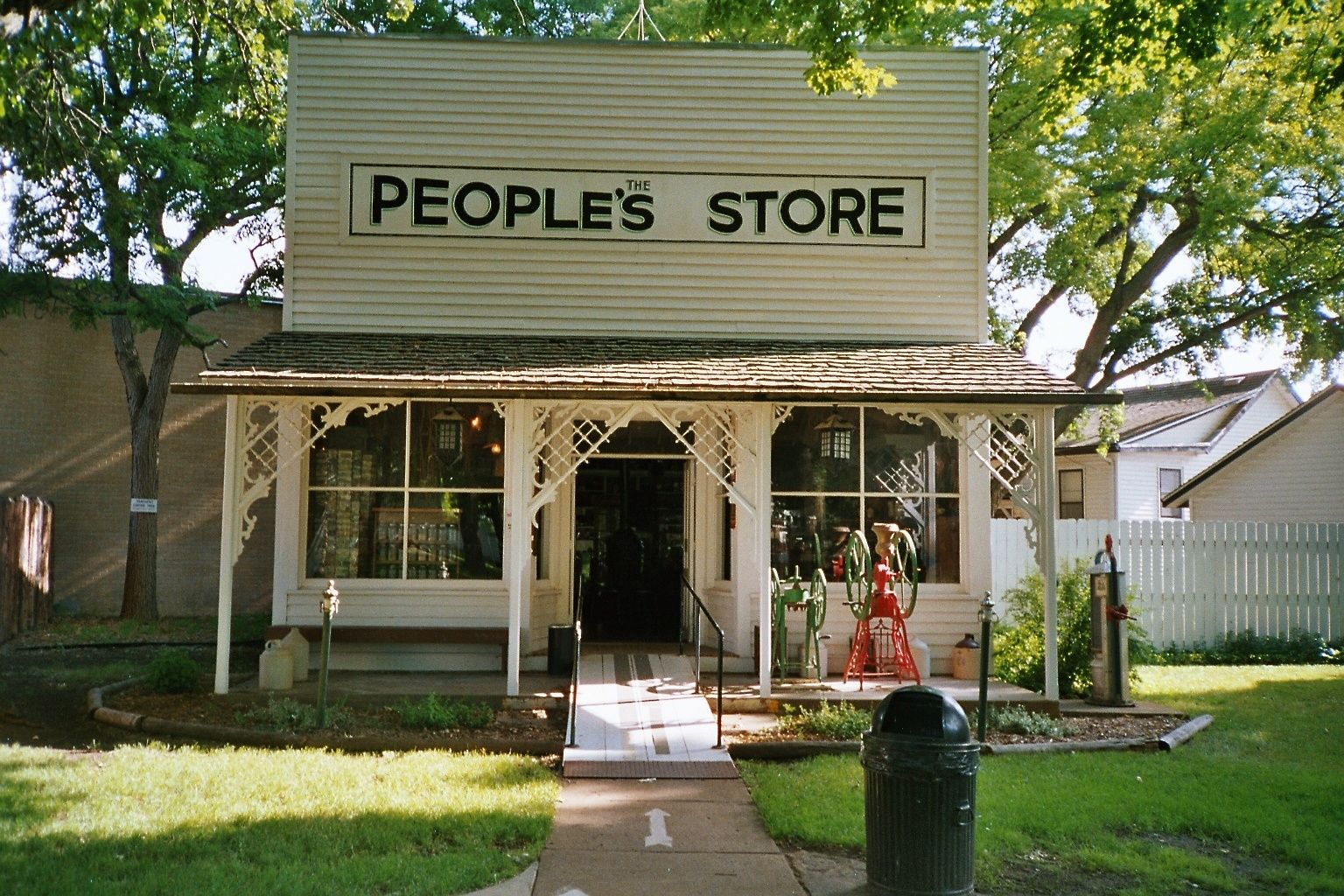
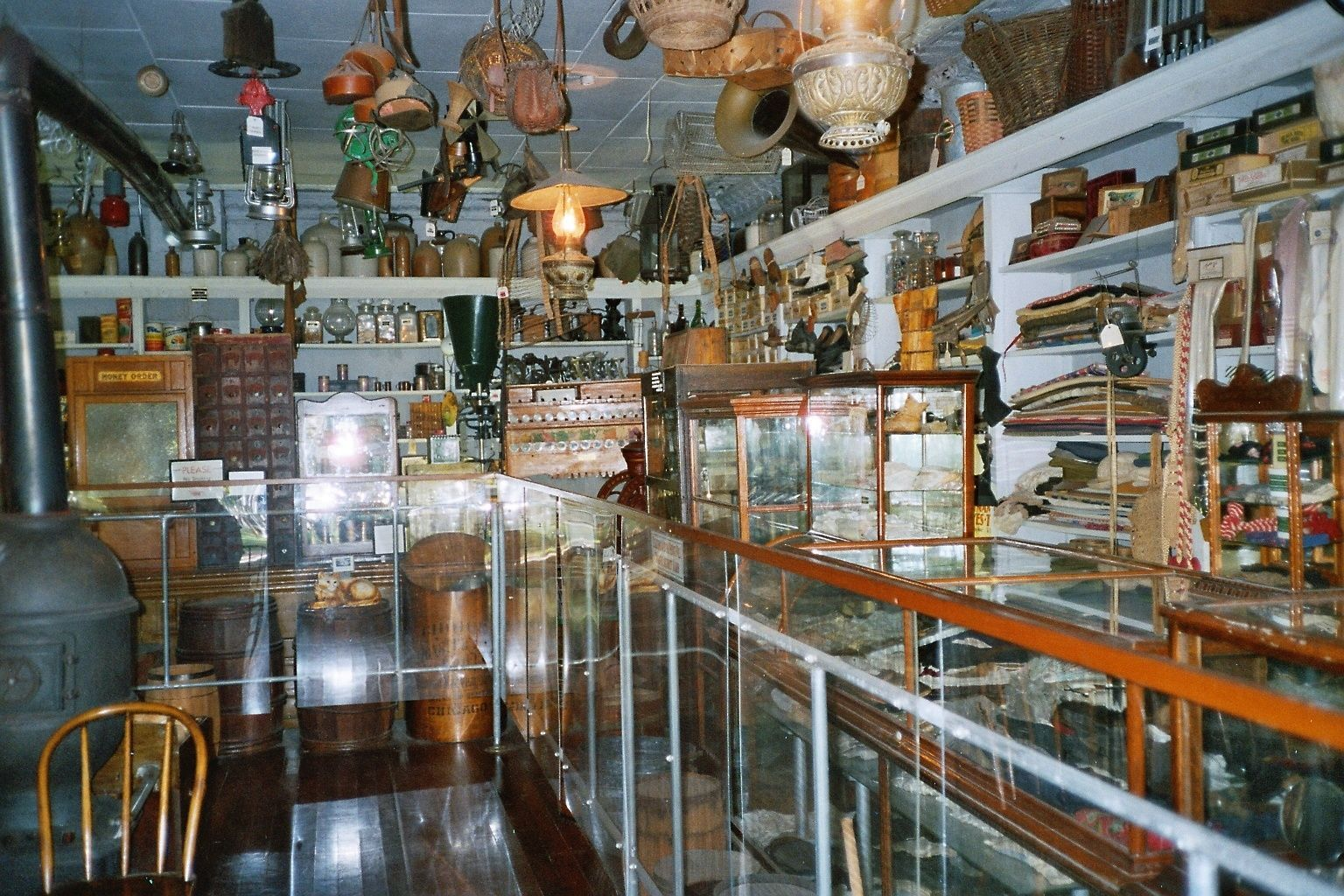
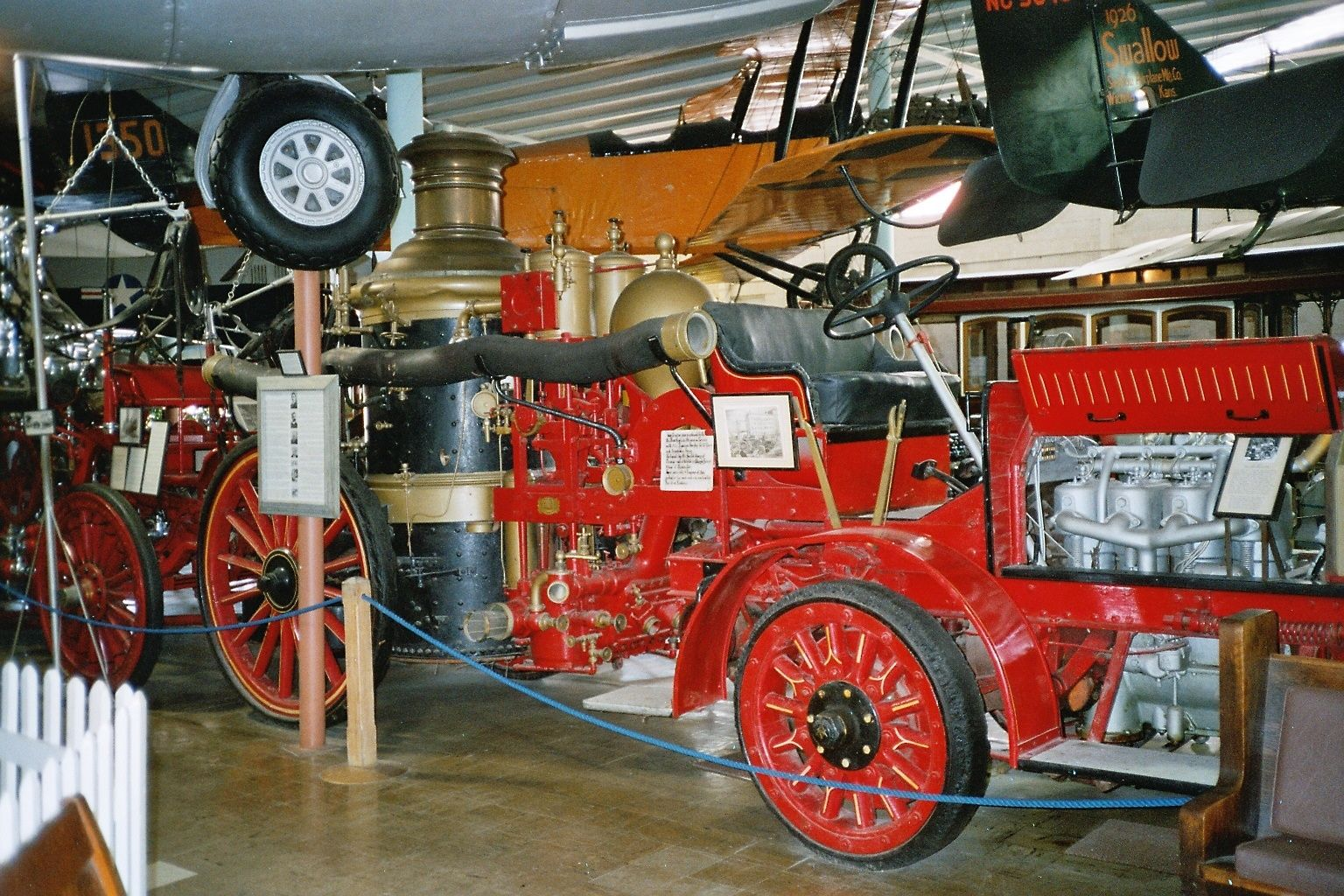
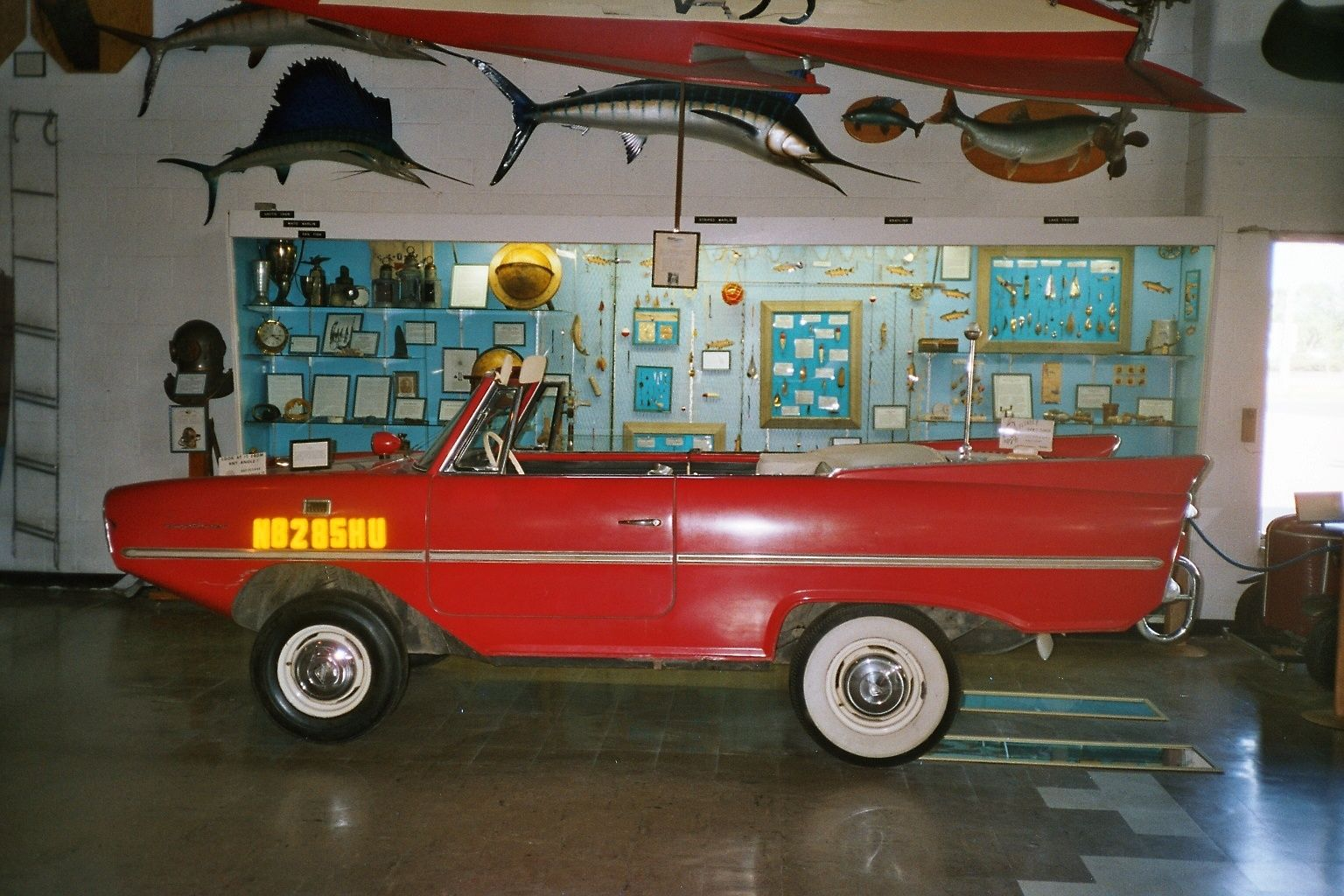
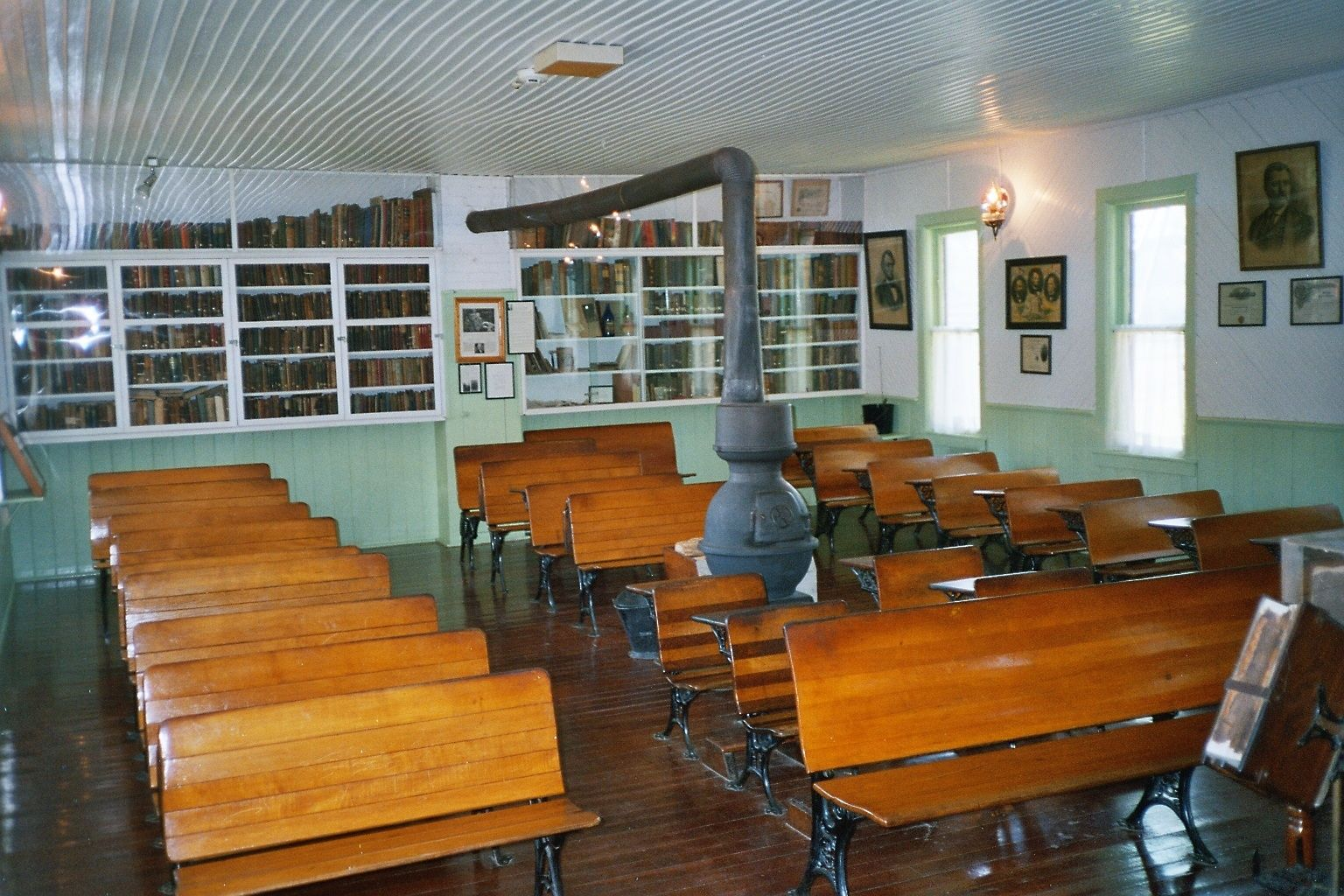
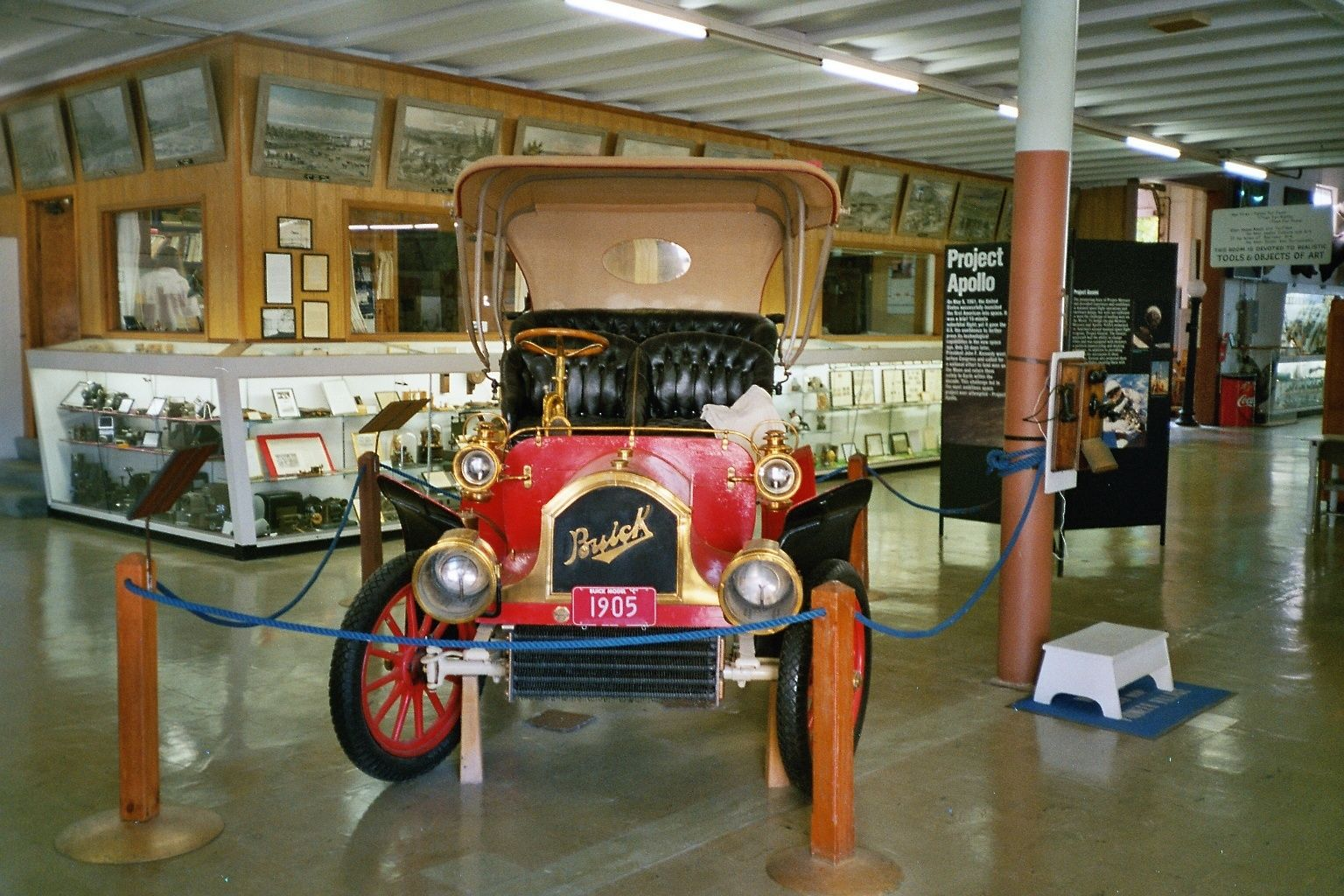
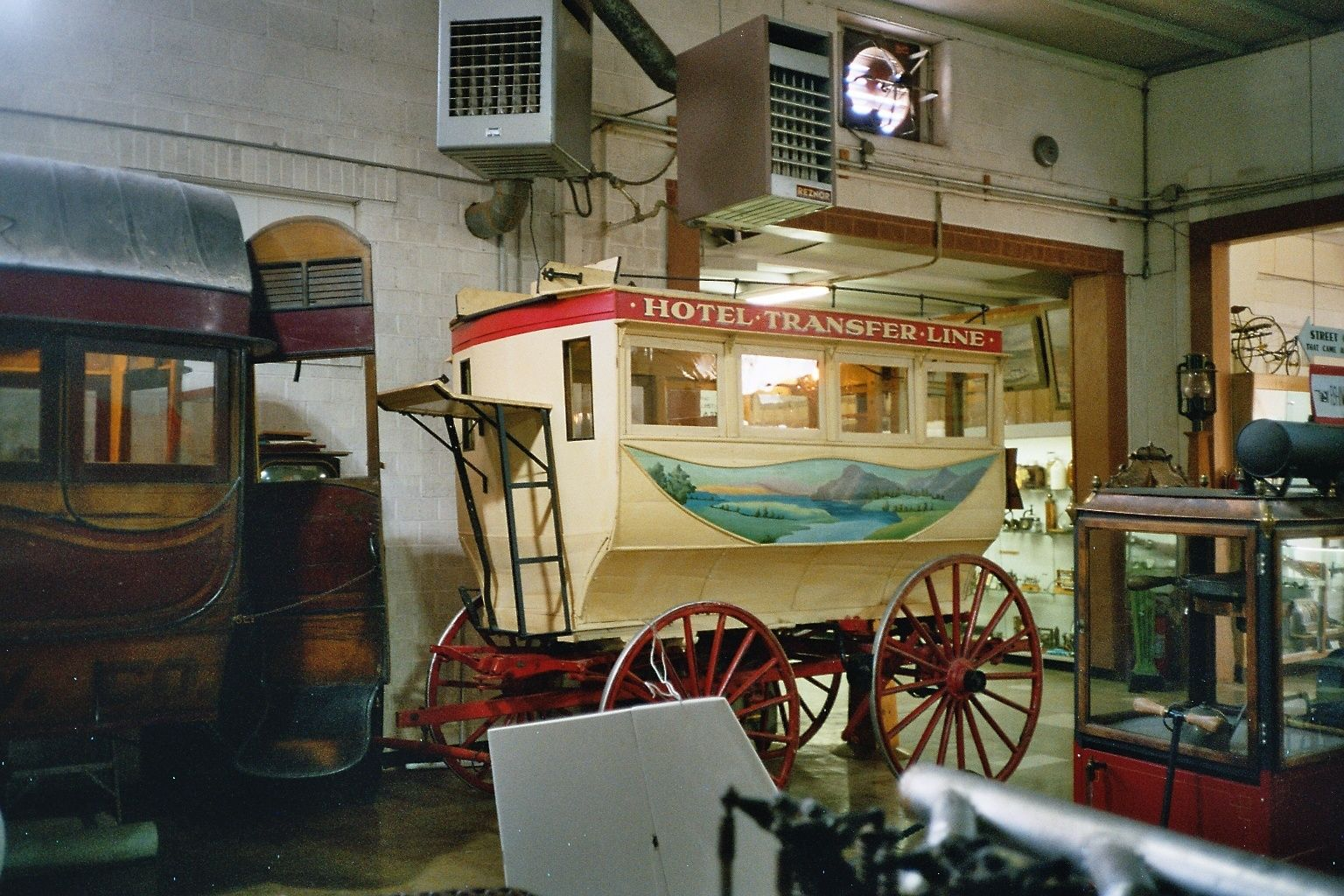